# Хельвига Шауэнбургская
Хельвига Шауэнбургская (нем. Helvig von Schauenburg; 1398 — 1436), также известная как Хедвиг Гольштейнская (нем. Hedwig von Holstein) — герцогиня Шлезвига и графиня Гольштейна из рода Шауэнбургов и предок датских королевских домов Ольденбургов и Глюксбургов.

## Биография
Она была дочерью Герхарда VI, графа Гольштейн-Рендсбурга и его жены Екатерины Елизаветы Брауншвейг-Люнебургской. Её братом был Адольф VIII, граф Гольштейна и герцог Шлезвига. По отцу они были потомками короля Дании Эрика V, а по матери они были потомками короля Дании Абеля.
18 апреля 1417 года Хельвиг вышла замуж за принца Бальтазара Мекленбургского, умершего от чумы в 1421 году. В 1423 году она вышла замуж за Дитриха Счастливого. От второго брака у неё были следующие дети:
- Кристиан (1426—1481), сменивший своего отца как граф Ольденбургский и Дельменхорстский. В 1448 году, отчасти из-за происхождения его матери, он был избран королем Дании. Он также унаследовал графства Шлезвиг и Гольштейн после смерти своего бездетного дяди Адольфа VIII.
- Морис V Дельменхорстский (1428—1464); когда его старший брат Кристиан стал королем Дании, ему было дано графство Дельменхорст.
- Герхард VI Ольденбургский (1430—1500); когда его старший брат стал королем Дании, ему было передано графство Ольденбург, а от Мориса он также унаследовал Дельменхорст примерно в 1483 году.
- Адельхейд Ольденбургскиая (1425—1475); сначала вышла замуж за Эрнеста III, графа Хоэнштайна (умер в 1454 г.), а затем в 1474 г. за Герхарда VI, графа Мансфельда (умер в 1492 г.).